# Gap: The Series
Gap: The Series (thaï : ทฤษฎีสีชมพู ; RTGS Thritsadi Si Chomphu ; lit. Pink Theory) est une série télévisée thaïlandaise de rom-com qui a été diffusée sur Channel 3 et sur la chaine YouTube d'IdolFactory à partir du 19 novembre 2022 jusqu'au 11 février 2023,,. Les rôles principaux sont tenus par Sarocha Chankimha et Rebecca Patricia Armstrong. La série est adaptée du roman éponyme écrit par Devil Planoy (thaï : เจ้าปลาน้อย ; Chao Planoy ; Phetphailin Rattananam), elle est dirigée par Nuttapong Wongkaveepairoj et produite par IdolFactory. La série dépasse les 800 millions de vues sur YouTube en moins d'un an après sa sortie.
Gap: The Series est la première série dite de « girls' love » en Thaïlande, et est devenue l’un des programmes télévisés les plus populaires dans le genre.
La série acquiert une grande popularité à l’international et glane de multiples récompenses pour ces deux actrices principales, Freen Sarocha Chankimha et Becky Rebecca Patricia Armstrong, qui par la suite deviennent davantage connues sous leurs noms conjoints « FreenBecky »,,.

## Synopsis
Depuis que Sam (Sarocha Chankimha) est venue à sa rescousse des années auparavant, Mon (Rebecca Patricia Armstrong) considère Sam comme son idole. Après être sortie diplômée de l’université, Mon décide de candidater pour un emploi au sein de l’entreprise dirigée par Sam, cependant, l’attitude extérieure froide et distante de cette dernière désarçonne Mon. Plus Mon se rapproche de Sam, et plus les murs érigés par Sam pour se protéger s’affaissent, et plus les sentiments de Mon pour cette dernière passent de l’idolâtrie à de l’amour tandis que le monde de Sam s’éclaire peu à peu grâce à la présence de Mon. Cependant, de nombreux obstacles s’opposent à elles tels que leurs genres, leur écart d’âge de 8 ans, le règlement intérieur de l’entreprise ou leur classe sociale, car Sam est l'une des membres de la famille royale.

## Distribution

### Rôles principaux
- Sarocha Chankimha (Freen) dans le rôle de « Sam » Samanan Anantrakul
- Rebecca Patricia Armstrong (Becky) dans le rôle de « Mon » Kornkamon Phetpailin[8]
- Tassawan Seneewongse dans le rôle de la grand-mère de Sam
- Asavarid Pinitkanjanapun dans le rôle de Kirk

### Rôles secondaires
- Looknam Orntara Poolsak dans le rôle de Jim
- Irin Urassaya Malaiwong dans le rôle de Yuki
- Ratchanon Kanpiang dans le rôle de Nop
- Punnisa Sirisang dans le rôle de Kade
- Noey Natnicha Vorrakittikun dans le rôle de Tee
- Mind Sawaros Nekkham dans le rôle de Neung
- Potida Boomee dans le rôle de Song
- Jirawat Wachirasarunpat dans le rôle de Aon
- Amata Piyavanich dans le rôle de Pohn
- Thongthong Mokjok dans le rôle de Mhee
- Suttatip Wutchaipradit dans le rôle de Noi
- Natsinee Charoensitthisap dans le rôle de Yha
- Chirapathr Pingkanont dans le rôle de Chin

### Guest-star
- Suppapong Udomkaewkanjana dans le rôle de Phoom
- Amanda Jensen dans le rôle de Nita
- Sulax Siriphattharapong dans le rôle de Cher
- Praiya Padungsuk dans le rôle de Risa
- Patchanon Ounsa-ard dans le rôle de Nuea (Secret Crush On You)
- Wichai Saefant dans le rôle de Toh (Secret Crush On You)
- BonBon Armstrong dans le rôle de Sua/Singha

## Production et accueil public
Gap est annoncée comme étant la première série GL de Thaïlande. Le départ du projet se fait le 22 août 2021 en même temps que la confirmation du casting principal. Des séances de castings supplémentaires sont organisées le 13 novembre 2021 pour trouver des acteurs et actrices pour les rôles secondaires.
Après la sortie de la bande-annonce pilote le 14 mai 2022, la série recueille un accueil assez négatif sur les réseaux sociaux. L’équipe de production a dû réajuster les scripts et les costumes, en plus de changer les lieux de tournage, ce qui a obligé l’équipe à différer le début du tournage au 20 juin 2022. Finalement, l’ensemble des scènes a fini d’être filmé le 22 octobre 2022.
Finalement, le résultat, revu et amélioré, reçoit une réponse extrêmement positive, ce qui mène Freen et Becky à recevoir de multiples récompenses, elles ont même pu jouer sur scène la suite de Gap, une pièce de théâtre nommée GAP : Dark Theory, faire une tournée mondiale et obtenir la confirmation qu’elles allaient jouer ensemble dans d’autres projets GL tels que Uranus2324 et The Loyal Pin,.
Après le succès rencontré par la série, une autre compagnie de production, nommée NineStarStudios, a adapté la suite de Gap, nommément Blank: The Series qui suit l'histoire de Nueng (la grande sœur de Sam) et qui offre de nouvelles interprètes que dans la série originelle pour les personnages de Nueng, Sam, Mon et pour d’autres personnages familiers.

## Bande-son originale
| 1.    | « Pink Theory » (thaï : ทฤษฎีรักนี้สีชมพู)              | - Sarocha Chankimha - Rebecca Patricia Armstrong | 3:11 |
| 2.    | « Whisper »                                       | Sarocha Chankimha                                | 3:59 |
| 3.    | « Because of You »                                | Pinpin                                           | 3:28 |
| 4.    | « Think Alike » (thaï : คิดเหมือนกัน)                | Rebecca Patricia Armstrong                       | 3:08 |
| 5.    | « Orders From The Heart » (thaï : คำสั่งจากหัวใจ)    | Sarocha Chankimha                                | 3:21 |
| 6.    | « Don't End It Like This » (thaï : อย่าจบกันแบบนี้)   | Orntara Poolsak                                  | 4:07 |
| 7.    | « Pink Theory (Bossa Ver.) » (thaï : ทฤษฎีรักนี้สีชมพู) | - Sarocha Chankimha - Rebecca Patricia Armstrong | 2:56 |
| 8.    | « Is This It? » (thaï : นี่น่ะหรือ)                   | Asavarid Pinitkanjanapun                         | 3:25 |
| 9.    | « Marry Me »                                      | Suppapong Udomkaewkanjana                        | 3:16 |
| 10.   | « This is Enough » (thaï : แค่นี้พอ)                 | Asavarid Pinitkanjanapun                         | 4:06 |
| 11.   | « I Won't Give Up » (thaï : ฉันไม่ยอมแพ้)            | Orntara Poolsak                                  | 4:33 |
| 12.   | « No More Blues »                                 | - Sarocha Chankimha - Rebecca Patricia Armstrong | 3:20 |
| 40:90 |                                                   |                                                  |      |

## Accueil public

### Audience
Dans le tableau ci-dessous, le chiffre en bleu représente la part d’audience la plus basse et le chiffre en rouge représente la part d’audience la plus haute.
| Episode No. | Créneaux horaires (UTC+07:00) | Date de diffusion | Moyenne Part d'Audience |      |
| ----------- | ----------------------------- | ----------------- | ----------------------- | ---- |
| 1           | Samedi 23:00                  | 19/11/2022        | 0.4%                    |      |
| 2           | 26/11/2022                    | 0.3%              |                         |      |
| 3           | 3/12/2022                     | 0.3%              |                         |      |
| 4           | 10/12/2022                    | 0.2%              |                         |      |
| 5           | 17/12/2022                    | 0.4%              |                         |      |
| 6           | 24/12/2022                    | 0.3%              |                         |      |
| 7           | 7/01/2023                     | 0.3%              |                         |      |
| 8           | 14/01/2023                    | 0.5%              |                         |      |
| 9           | 21/01/2023                    | 0.4%              |                         |      |
| 10          | 28/01/2023                    | 0.5%              |                         |      |
| 11          | 4/02/2023                     | 0.5%              |                         |      |
| 12          | 11/02/2023                    | 0.6%              |                         |      |
| Moyenne     | Moyenne                       | Moyenne           | 0.4%                    | 0.4% |

Le chiffre en vert est basé sur la part d’audience moyenne par épisode.

## Récompenses et nominations
| Prix                          | Année | Catégorie | Nommées/œuvre                                    | Résultat | Ref.       |
| ----------------------------- | ----- | --- | ------------------------------------------------ | -------- | ---------- |
| BIC Seven Awards              | 2024  | LGBTQ+ Spotlight | Sarocha Chankimha et Rebecca Patricia Armstrong  | Gagné    | \| [15] \| |
| Feed Y Capital Awards         | 2023  | Couple of the Year (Couple de l'année)                                                                                                 | Sarocha Chankimha et Rebecca Patricia Armstrong  | Gagné    | [ 16 ]     |
| Feed Y Capital Awards         | 2023  | Actress of the Year (Actrice de l'année)                                                                                               | Rebecca Patricia Armstrong                       | Gagné    | [ 17 ]     |
| Feed Y Capital Awards         | 2023  | Series of the Year (Série de l'année)                                                                                                  | Gap: The Series                                  | Gagné    | [ 17 ]     |
| Howe Awards                   | 2023  | Hottest Series Award (Série la plus sexy)                                                                                              | Gap: The Series                                  | Gagné    | [ 18 ]     |
| Howe Awards                   | 2023  | Best Couple Award (Prix du meilleur couple)                                                                                            | Sarocha Chankimha et Rebecca Patricia Armstrong  | Gagné    | [ 19 ]     |
| Huading Awards                | 2023  | Global Most Popular Actress in a TV Series (Actrice la plus populaire dans une série télévisée)                                        | Rebecca Patricia Armstrong                       | Nommée   | [ 20 ]     |
| Japan Expo Thailand Award     | 2024  | Japan Expo Actors Award (Prix des acteurs de la Japon Expo)                                                                            | Sarocha Chankimha et Rebecca Patricia Armstrong  | Gagné    | [ 21 ]     |
| Kazz Awards                   | 2023  | Popular Female Teenage Award (Prix de la jeune femme la plus populaire)                                                                | Sarocha Chankimha                                | Gagné    | [ 22 ]     |
| Kazz Awards                   | 2023  | Rising Female of the Year (Révélation féminine de l'année)                                                                             | Rebecca Patricia Armstrong                       | Gagné    | [ 23 ]     |
| Kazz Awards                   | 2023  | Couple of the Year(Couple de l'année)                                                                                                  | Sarocha Chankimha et Rebecca Patricia Armstrong  | Gagné    | [ 24 ]     |
| Kazz Awards                   | 2023  | Series of the Year(Série de l'année)                                                                                                   | Gap: The Series                                  | Gagné    | [ 24 ]     |
| Kazz Awards                   | 2024  | Couple of the Year(Couple de l'année)                                                                                                  | Sarocha Chankimha et Rebecca Patricia Armstrong  | Gagné    |            |
| Kazz Awards                   | 2024  | Popular Female Teenage Award (Prix de la jeune femme la plus populaire)                                                                | Rebecca Patricia Armstrong                       | Gagné    |            |
| Kazz Awards                   | 2024  | Popular Vote (Vote du public) | Sarocha Chankimha                                | Gagné    |            |
| Kom Chad Luek Awards          | 2024  | Best Couple of the Year (Meilleur couple de l'année)                                                                                   | Sarocha Chankimha et Rebecca Patricia Armstrong  | Gagné    |            |
| Kom Chad Luek Awards          | 2024  | Most Popular Actress (Actrice la plus populaire)                                                                                       | Sarocha Chankimha                                | Gagné    |            |
| Maya TV Awards                | 2023  | Song of the Year Award (Prix de la chanson de l'année)                                                                                 | « Pink Theory »                                  | Nommée   | ,          |
| Maya TV Awards                | 2023  | Series of the Year Award (Prix de la série de l'année)                                                                                 | Gap: The Series                                  | Nommé    | ,          |
| Maya TV Awards                | 2023  | Female Rising Star of the Year Award (Révélation féminine de l'année)                                                                  | Rebecca Patricia Armstrong                       | Nommée   | ,          |
| Maya TV Awards                | 2023  | Female Rising Star of the Year Award (Révélation féminine de l'année)                                                                  | Sarocha Chankimha                                | Gagné    | ,          |
| Maya TV Awards                | 2023  | Couple of the Year Award (Prix du couple de l'année)                                                                                   | Sarocha Chankimha et Rebecca Patricia Armstrong  | Gagné    | ,          |
| Mellow Pop Top Viral          | 2023  | Top Viral Idol Chart – March (Top des idols viraux en mars)                                                                            | Gap: The Series                                  | Gagné    |            |
| Nine Entertain Awards         | 2023  | People Choice's Award (Choix du public)                                                                                                | Sarocha Chankimha et Rebecca Patricia Armstrong  | Gagné    | [ 28 ]     |
| Sanook Top of the Year Awards | 2023  | Best Couple of the Year (Meilleur couple de l'année)                                                                                   | Sarocha Chankimha et Rebecca Patricia Armstrong  | Gagné    | [ 29 ]     |
| Sanook Top of the Year Awards | 2023  | Female Rising Star (Révélation féminine de l'année)                                                                                    | Sarocha Chankimha                                | Gagné    | [ 30 ]     |
| Sanook Top of the Year Awards | 2023  | Female Rising Star (Révélation féminine de l'année)                                                                                    | Rebecca Patricia Armstrong                       | Nommée   | [ 31 ]     |
| Sanook Top of the Year Awards | 2023  | Best Series (Meilleure série) | Gap: The Series                                  | Gagné    | [ 32 ]     |
| SEC Awards                    | 2023  | Best Asian Series (Meilleure série d'Asie)                                                                                             | Gap: The Series                                  | Gagné    | [ 33 ]     |
| SEC Awards                    | 2023  | Favorite Couple in a Series (Couple préféré dans une série)                                                                            | Sarocha Chankimha et Rebecca Patricia Armstrong  | Gagné    |            |
| Superstar Maya Awards         | 2023  | Superstar Maya Idol Female (Idole féminine pour Superstar Maya)                                                                        | Sarocha Chankimha                                | Gagné    |            |
| Superstar Maya Awards         | 2023  | Superstar Maya Idol Female (Idole féminine pour Superstar Maya)                                                                        | Rebecca Patricia Armstrong                       | Nommée   |            |
| Superstar Maya Awards         | 2023  | Superstar Maya Idol Couple (Couple d'idoles de Superstar Maya)                                                                         | Sarocha Chankimha et Rebecca Patricia Armstrong  | Nommées  |            |
| Thai Update Awards            | 2023  | The Best TV Series (Meilleure série télévisée)                                                                                         | Gap: The Series                                  | Gagné    |            |
| Thailand Social Awards        | 2024  | Best Creator Performance on Social Media (Actor & Actress) (Meilleur contenu d'un créateur sur les réseaux sociaux (Acteur & Actrice)) | Sarocha Chankimha                                | Nommée   | [ 34 ]     |
| Thailand Social Awards        | 2024  | Best Creator Performance on Social Media (Actor & Actress) (Meilleur contenu d'un créateur sur les réseaux sociaux (Acteur & Actrice)) | Rebecca Patricia Armstrong                       | Nommée   | [ 35 ]     |
| Thailand Social Awards        | 2024  | Best Content Performance on Social Media (série thaïlandaise)(Meilleure performance disponible sur les réseaux sociaux)                | Gap: The Series                                  | Nommé    | [ 35 ]     |
| TPOP STAGE                    | 2023  | OST of the Week (Bande-son de la semaine)                                                                                              | « Pink Theory »                                  | Gagné    |            |
| TPOP STAGE                    | 2023  | OST of the Week (Bande-son de la semaine)                                                                                              | « Whisper »                                      | Gagné    |            |
| TPOP STAGE                    | 2023  | OST of the Week (Bande-son de la semaine)                                                                                              | « Think Alike »                                  | Gagné    |            |
| YUniverse Awards              | 2023  | Rising Star Award (Etoile montante) | Rebecca Patricia Armstrong                       | Gagné    | [ 36 ]     |
| YUniverse Awards              | 2023  | Best Couple Award (Prix du meilleur couple)                                                                                            | Sarocha Chankimha and Rebecca Patricia Armstrong | Gagné    | [ 36 ]     |
| YUniverse Awards              | 2023  | The Best Series OST (Meilleure bande-son pour une série)                                                                               | « Pink Theory »                                  | Gagné    | [ 36 ]     |
| YUniverse Awards              | 2023  | The Best Y Series (Prix Y pour la Meilleure série)                                                                                     | Gap: The Series                                  | Nommé    |            |
| YUniverse Awards              | 2023  | Y Iconic Star (Prix de la Star la plus iconique)                                                                                       | Sarocha Chankimha                                | Nommé    |            |
| YUniverse Awards              | 2023  | Best Cuties (Actrice la plus mignonne)                                                                                                 | Rebecca Patricia Armstrong                       | Nommé    |            |
| [ 15 ]                        |       | |                                                  |          |            |